# Porcelia
Porcelia là chi thực vật có hoa trong họ Annonaceae.

## Phân bố
Các loài trong chi này có tại các quốc gia Nam Mỹ, bao gồm Bolivia, bắc, đông bắc, nam và đông nam Brasil, Colombia, Ecuador, Peru, Venezuela và Panama ở Trung Mỹ.

## Các loài
- Porcelia macrocarpa R.E. Fr., 1930
- Porcelia magnifructa (Schery) R.E. Fr., 1950
- Porcelia mediocris N.A. Murray, 1993
- Porcelia nitidifolia Ruiz & Pav., 1798
- Porcelia ponderosa (Rusby) Rusby, 1927
- Porcelia steinbachii (Diels) R.E. Fr., 1930
- Porcelia venezuelensis Pittier, 1939